# Mericarpaea ciliata
Mericarpaea ciliata är en måreväxtart som först beskrevs av Joseph Banks och Daniel Carl Solander, och fick sitt nu gällande namn av Alexander Eig. Mericarpaea ciliata ingår i släktet Mericarpaea och familjen måreväxter. Inga underarter finns listade i Catalogue of Life.